# E-Prix di Sanya 2019
L'E-Prix di Sanya 2019 è stato il sesto appuntamento del Campionato di Formula E 2018-2019. La gara è stata vinta da Jean-Éric Vergne con il team DS Techeetah  dopo la pole ottenuta da Oliver Rowland con la Nissan e.dams.

## Risultati

### Qualifiche
| Pos. | N. | Pilota                 | Squadra                   | Qualifica | Gap    | SuperPole | Gap    | Griglia |
| ---- | -- | ---------------------- | ------------------------- | --------- | ------ | --------- | ------ | ------- |
| 1    | 22 | Oliver Rowland         | Nissan e.Dams             | 1:07.958  | +0.288 | 1:07.945  | -      | 1       |
| 2    | 25 | Jean-Éric Vergne       | DS Techeetah              | 1:08.303  | +0.633 | 1:08.045  | +0.100 | 2       |
| 3    | 28 | António Félix da Costa | BMW i Andretti Motorsport | 1:07.951  | +0.281 | 1:08.122  | +0.177 | 3       |
| 4    | 66 | Daniel Abt             | Audi Sport ABT Schaeffler | 1:08.358  | +0.688 | 1:08.331  | +0.386 | 4       |
| 5    | 27 | Alexander Sims         | BMW i Andretti Motorsport | 1:07.957  | +0.287 | -         | -      | 5       |
| 6    | 23 | Sébastien Buemi        | Nissan e.Dams             | 1:07.670  | -      | -         | -      | 6       |
| 7    | 36 | André Lotterer         | DS Techeetah              | 1:08.371  | +0.701 |           |        | 7       |
| 8    | 64 | Jérôme d'Ambrosio      | Mahindra Racing           | 1:08.372  | +0.702 |           |        | 8       |
| 9    | 94 | Pascal Wehrlein        | Mahindra Racing           | 1:08.455  | +0.785 |           |        | 9       |
| 10   | 11 | Lucas Di Grassi        | Audi Sport ABT Schaeffler | 1:08.468  | +0.798 |           |        | 10      |
| 11   | 48 | Edoardo Mortara        | Venturi Grand Prix        | 1:08.504  | +0.834 |           |        | 11      |
| 12   | 4  | Robin Frijns           | Envision Virgin Racing    | 1:08.546  | +0.876 |           |        | 12      |
| 13   | 4  | Stoffel Vandoorne      | HWA Racelab               | 1:08:560  | +0.890 |           |        | 13      |
| 14   | 7  | José María López       | Geox Dragon Racing        | 1:08.568  | +0.898 |           |        | 14      |
| 15   | 19 | Felipe Massa           | Venturi Grand Prix        | 1:08.585  | +0.915 |           |        | 15      |
| 16   | 2  | Sam Bird               | Envision Virgin Racing    | 1:08.641  | +0.971 |           |        | 16      |
| 17   | 8  | Tom Dillmann           | NIO Formula E Team        | 1:08.800  | +1.130 |           |        | 17      |
| 18   | 6  | Felipe Nasr            | Geox Dragon Racing        | 1:08.823  | +1.153 |           |        | 18      |
| 19   | 16 | Oliver Turvey          | NIO Formula E Team        | 1:08.923  | +1.253 |           |        | 19      |
| 20   | 20 | Mitch Evans            | Panasonic Jaguar Racing   | 1:08.955  | +1.285 |           |        | 20      |
| 21   | 17 | Gary Paffett           | HWA Racelab               | 1:09.072  | +1.402 |           |        | 21      |
| 22   | 3  | Nelson Piquet Jr.      | Panasonic Jaguar Racing   | 1:09.399  | +1.729 |           |        | 22      |

### Gara
Alla partenza le posizioni rimangono invariate davanti, mentre dietro Felipe Nasr resta fermo sulla griglia; viene dichiarata la Full Course Yellow, nella quale Bird viene tamponato da Stoffel Vandoorne e si deve ritirare, così come il belga. La brutte giornate di Dragon e HWA terminano poco più avanti quando, prima José María López e poi Gary Paffett vanno a sbattere alla curva 6. Dopo una prima metà di gara tranquilla, Vergne passa Rowland e si porta al comando: dietro c'è caos, con da Costa che prova a passare a sua volta l'inglese, con Sims che viene spinto a muro da Lotterer e con Nelson Piquet che colpisce le barriere e danneggia l'anteriore destra. Dopo un iniziale Safety Car, viene esposta bandiera rossa per recuperare l'auto di Alexander Sims: alla ripartenza, Lotterer passa Abt, Di Grassi passa Frijns e Buemi passa Mortara; lo svizzero e l'olandese ingaggiano un duello, con Buemi che colpisce Frijns, che finisce addosso a Di Grassi. La gara termina dunque in regime di FCY, con Vergne che vince per la prima volta in stagione davanti a Rowland, Da Costa, Lotterer, Abt, le due Mahindra, che propiziano della penalità di Buemi, ottavo in classifica davanti a Mitch Evans e Felipe Massa, che eredita il punto per una penalità di Mortara (decimo al traguardo) per non aver usato il secondo attack mode: l'italo-svizzero precipita al tredicesimo posto, alle spalle delle NIO di Turvey e Dillmann.
| Pos.   | N. | Pilota                 | Squadra                   | Giri | Tempo/Ritiro | Griglia | Punti |
| ------ | -- | ---------------------- | ------------------------- | ---- | ------------ | ------- | ----- |
| 1      | 25 | Jean-Éric Vergne       | DS Techeetah              | 36   | 1h02:50.185  | 2       | 26    |
| 2      | 22 | Oliver Rowland         | Nissan e.DAMS             | 36   | +1.762       | 1       | 21    |
| 3      | 28 | António Félix da Costa | BMW i Andretti Motorsport | 36   | +3.268       | 3       | 15    |
| 4      | 36 | André Lotterer         | DS Techeetah              | 36   | +4.631       | 7       | 12    |
| 5      | 66 | Daniel Abt             | Audi Sport ABT Schaeffler | 36   | +5.972       | 4       | 10    |
| 6      | 64 | Jérôme d'Ambrosio      | Mahindra Racing           | 36   | +17.340      | 8       | 8     |
| 7      | 94 | Pascal Wehrlein        | Mahindra Racing           | 36   | +18.367      | 9       | 6     |
| 8      | 23 | Sébastien Buemi        | Nissan e.DAMS             | 36   | +19.405      | 6       | 4     |
| 9      | 20 | Mitch Evans            | Panasonic Jaguar Racing   | 36   | +20.646      | 20      | 2     |
| 10     | 19 | Felipe Massa           | Venturi Formula E Team    | 36   | +27.739      | 15      | 1     |
| 11     | 16 | Oliver Turvey          | NIO Formula E Team        | 36   | +31.453      | 19      |       |
| 12     | 8  | Tom Dillmann           | NIO Formula E Team        | 36   | +32.654      | 17      |       |
| 13     | 48 | Edoardo Mortara        | Venturi Formula E Team    | 36   | +38.208      | 11      |       |
| 14     | 4  | Robin Frijns           | Envision Virgin Racing    | 35   | Incidente    | 12      |       |
| 15     | 11 | Lucas Di Grassi        | Audi Sport ABT Schaeffler | 34   | Incidente    | 10      |       |
| Rit    | 3  | Nelson Piquet Jr.      | Panasonic Jaguar Racing   | 21   | Incidente    | 22      |       |
| Rit    | 27 | Alexander Sims         | BMW i Andretti Motorsport | 20   | Incidente    | 5       |       |
| Rit    | 17 | Gary Paffett           | HWA Racelab               | 13   | Incidente    | 21      |       |
| Rit    | 7  | José María López       | GEOX Dragon               | 10   | Incidente    | 14      |       |
| Rit    | 5  | Stoffel Vandoorne      | HWA Racelab               | 1    | Incidente    | 13      |       |
| Rit    | 2  | Sam Bird               | Envision Virgin Racing    | 0    | Incidente    | 16      |       |
| Rit    | 6  | Felipe Nasr            | GEOX Dragon               | 0    | Elettronica  | 18      |       |
| Fonte: |    |                        |                           |      |              |         |       |

## Classifiche
Classifica Piloti
| +/– | Pos | Pilota                 | Punti    |
| --- | --- | ---------------------- | -------- |
| 4   | 1   | António Félix da Costa | 62       |
|     | 2   | Jérôme d'Ambrosio      | 61 (-1)  |
| 8   | 3   | Jean-Éric Vergne       | 54 (-8)  |
| 3   | 4   | Sam Bird               | 54 (-8)  |
| 2   | 5   | Lucas Di Grassi        | 52 (-10) |

Classifica Squadre
| +/– | Pos | Squadra                   | Punti    |
| --- | --- | ------------------------- | -------- |
|     | 1   | Envision Virgin Racing    | 97       |
| 1   | 2   | Mahindra Racing           | 97 (=)   |
| 1   | 3   | Audi Sport ABT Schaeffler | 96 (-1)  |
| 2   | 4   | DS Techeetah              | 95 (-2)  |
|     | 5   | BMW i Andretti Motorsport | 80 (-17) |

## Altre gare
- E-Prix di Hong Kong 2019
- E-Prix di Roma 2019